# Католицька церква в Боснії і Герцеговині
Като́лицька це́рква в Боснії і Герцегови́ні — друга християнська конфесія Боснії і Герцеговини. Складова всесвітньої Католицької церкви, яку очолює на Землі римський папа. Керується конференцією єпископів. Станом на 2004 рік у країні нараховувалося близько 464 000 католиків (15,57% від усього населення). Існувало 3 діоцезій, які об'єднували 276 церковних парафій.  Кількість  священиків — 627 (з них представники секулярного духовенства — 266, члени чернечих організацій — 361), постійних дияконів — 1, монахів — 437, монахинь — 499.
Католицька спільнота впродовж століть є однією з трьох основних релігійних конфесій, двома іншими є православна й мусульманська. Боснійська війна 1992-1995 років містила в собі суттєвий релігійний контекст.